# Tomáš Kapras
Tomáš Kapras (* 28. března 1970 Praha) je český scenárista, spisovatel a asistent režie.

## Životopis
Narodil se v rodině doktora Jana Kaprase. V letech 1984–1988 studoval na tehdejším gymnáziu Lidových milicí v Praze 9 (nyní gymnázium Špitálská). V roce 1988 nastoupil do Československé televize, kde začínal jako klapka a asistent scény většinou u hraných pohádek. Později dostal příležitost u hraných pořadů působit i jako asistent režie. V letech 1999 a 2000 vystudoval Textovou přípravu audiovizuální tvorby (pod vedením scenáristky Mileny Mathausové).
Od roku 2002 začal psát scénáře pro pořad České televize s názvem Klíč a také spolupracoval jako scenárista s režisérkou Alenou Derzsiovou na časosběrných dokumentech Moji milovaní z roku 2008 a Rovnýma nohama z roku 2017 a patnáctidílném dokumentárním seriálu Příběhy, které svět neviděl z roku 2013.
Mnoho let též spolupracuje s režisérem Maxmiliánem Petříkem, a to na historickém dokumentu Nezvladatelný buřič Jeroným Pražský z roku 2015 a na historickém třídílném seriálu Slyšte, Slované o historii Velkomoravské říše, který pochází z roku 2016. V roce 2022 jsme také natočili hodinový historický dokument Svatopluk - vládce Moravanů a Slovanů.  

## Dílo

### Dokumentární filmy
- Moji milovaní (2008), časosběrný dokument
- Příběhy, který svět neviděl (2013), patnáctidílný dokumentární seriál
- Nezvladatelný buřič Jeroným pražský (2015), historický dokument
- Slyšte, Slované (2016), třídílný historický dokument
- Rovnýma nohama (2017), časosběrný dokument
- Svatopluk - vládce Moravanů a Slovanů (2022), historický dokument

### Scénáře
- Bleděmodrý svět (1999)
- Cesty víry (2000)
- Klíč (2010)

### Knihy
- Hovínko na dortu (2020), povídková kniha
- Svatby věcí (2024), román